# Žeželjev most
Die Žeželjev most ist eine kombinierte Straßen- und Eisenbahnbrücke über die Donau, die Novi Sad am Nordufer mit seinem heutigen Stadtteil Petrovaradin (deutsch Peterwardein) am Südufer verbindet. Der 2018 fertiggestellte Neubau ersetzt die 1999 bei den NATO-Luftangriffen gegen Serbien zerstörte Brücke gleichen Namens.

## Beschreibung
Die Žeželjev most ist ein Teil der Bahnstrecke Budapest–Belgrad, die seit 1883 (mit kriegsbedingten Unterbrechungen) existiert, und damit Teil des Zweiges B (Budapest – Novi Sad – Belgrad) des Paneuropäischen Verkehrskorridor 10, der Salzburg und Budapest mit der griechischen Hafenstadt Thessaloniki verbinden soll. Die Brücke wurde zu einem erheblichen Teil von der EU aus IPA-Mitteln finanziert.
Die bisher weitgehend eingleisige Strecke wird seit 2018 aufgrund von Abkommen mit der Volksrepublik China zweigleisig und für Geschwindigkeiten von 160 km/h, in der Spitze bis 200 km/h, ausgebaut.
Die insgesamt 474 m lange und 31,8 m breite Brücke trägt zwei Eisenbahngleise, zwei Kfz-Spuren und beidseitig einen 2,5 m breiten Geh- und Radweg.
Ihr vollständig aus Stahl hergestellter Überbau besteht aus zwei aufeinanderfolgenden Stabbogenbrücken sowie aus zwei die Übergänge zum Ufer bildenden Balkenbrücken. Die Pfeilerachsabstände sind 27,0 + 178,5 + 220,5 + 48 m. An den leicht zueinander geneigten Bögen sind die Fahrbahnplatten mit schrägen Seilen angehängt. Für die Brücke wurden über 10.500 t Stahl verwendet, mehr als die mit 10.100 t angegebene Gesamtmasse des Eiffelturms.
Die beiden Bogenbrücken wurden auf Bauplätzen an den Ufern montiert und dann zum Ufer geschoben, bis sie auf Pontons eingeschwommen und auf den Strompfeilern abgesetzt werden konnten.
Die Brücke wurde von Aleksandar Bojović geplant und von einem Konsortium aus den Firmen AZVI (Spanien), Tadei (Italien) und Horta Koslada (Spanien) gebaut.
Die Žeželj-Brücke wurde am 1. September 2018 für den Verkehr freigegeben.

## Geschichte

### Žeželjev most (1961)
Die Žeželjev most von 1961 am selben Ort war eine kombinierte Straßen- und Eisenbahnbrücke, die ebenfalls zwei Kfz-Fahrspuren, aber nur ein Gleis hatte. Ihr offizieller Name war Most bratstva i jedinstva (Brücke der Brüderlichkeit und Einheit), sie wurde jedoch allgemein nach dem renommierten serbischen Bauingenieur Branko Žeželj benannt, der sie geplant hatte. Ausgeführt wurde sie vom serbischen Unternehmen Mostogradnja.
Das zwischen 1957 und 1961 vollständig aus Beton errichtete, insgesamt 466 m lange und 20,15 m breite Bauwerk bestand aus zwei aufeinanderfolgenden Bogenbrückenüberbauten mit in der Mitte liegender Fahrbahn. Die beiden Bögen hatten Stützweiten von 211 und 165,75 m, jeweils mit dem gleichen Pfeilverhältnis von 1:6,5. Die Bögen bestanden aus 2,5 m breiten Stahlbeton-Hohlkästen, die durch rautenförmige Windverbände aus Spannbeton verbunden waren. Der Fahrbahnträger war mit senkrechten Hängern an den Bögen abgehängt bzw. mit Betonstützen auf ihnen aufgeständert. Der Strompfeiler aus Stahlbeton hatte einen an der Basis 11,30 m breiten Hohlquerschnitt. Wegen der asymmetrischen Belastung durch die unterschiedlich langen Bögen weitete er sich aber zu einem 24,50 m breitem Fuß aus.
Die Brücke wurde am 23. Oktober 1961 eröffnet und war eines der markanten baulichen Symbole Novi Sads.
1965 führte ein Hochwasser zu Auskolkungen am rechten Widerlager, die zu einer Setzung von rund 30 cm und zur Bildung von Rissen führten. Die Auskolkung wurde beseitigt und die Risse repariert; eine langfristige Überwachung der Brücke bis 1989 zeigte keine Probleme für die Sicherheit und Standfestigkeit der Brücke.
1999 wurde die Brücke bei den NATO-Luftangriffen gegen Serbien insgesamt zwölfmal von NATO-Flugzeugen angegriffen und mit den beiden anderen Donaubrücken in Novi Sad zerstört. Die Zerstörung der Brücke unterbrach die Eisenbahnverbindung zwischen Belgrad und Novi Sad, weshalb auch der internationale Zugverkehr auf der Relation Belgrad–Budapest eingestellt werden musste. Im Mai 2000 wurde eine einspurige stählerne Fachwerkbrücke als Behelfsbrücke eingeweiht, auf der abwechselnd Züge und Straßenfahrzeuge in jeweils einer Richtung mit 30 km/h die Donau queren konnten.

### Franz-Joseph-Brücke (1883)
Die Franz-Joseph-Eisenbahnbrücke wurde 1883 im Zusammenhang mit der Bahnstrecke Budapest–Belgrad an fast demselben Ort wie ihre Nachfolger eröffnet. Es war eine 432 m lange, eingleisige, schmiedeeiserne Gitterträgerbrücke mit Pfeilerachsabständen von 76 + 92 + 92 + 96 + 76 m.
Es war die erste feste Brücke unterhalb von Budapest – seit dem Anfang des 19. Jahrhunderts existierte in Novi Sad eine Schiffbrücke – und die letzte Brücke vor dem Schwarzen Meer, bis 1895 rund 650 km Luftlinie weiter östlich bzw. 955 km flussabwärts in Cernavodă die Anghel-Saligny-Brücke eröffnet wurde.
Sie scheint den Ersten Weltkrieg unbeschadet überstanden  zu haben. 1929 wurde sie nach Prinz Andrej Karađorđević benannt, dem dritten Sohn von König Alexander I.
Am 10. April 1941 wurde sie unmittelbar vor der deutschen Invasion des Königreichs Jugoslawien von jugoslawischen Truppen gesprengt. Bald darauf montierten ungarische, kroatische und deutsche Einheiten eine Behelfsbrücke aus SZ- und MZ-Systemen, die am 28. August 1941 wieder von Eisenbahnzügen befahrbar war. Später erhielt sie noch einen Bohlenbelag für den Straßenverkehr. Beim Rückzug der deutschen Armee Ende 1944 wurden die Eisenbahn- und die Behelfsbrücke endgültig zerstört.
Nach dem Krieg wurde die Eisenbahn provisorisch auf die wiederhergestellte benachbarte Marschall-Tito-Brücke verlegt, bis 1961 die erste Žeželjev most fertiggestellt war.